# Petr V. z Rožmberka
Petr V. z Rožmberka, zvaný též Petr Kulhavý (17. prosince 1489 – 2./6. listopadu 1545), byl český šlechtic z rodu Rožmberků a rožmberský vladař.

## Život
Narodil se jako syn Voka II. z Rožmberka a jeho manželky Markéty z Gutštejna. V mládí studoval na škole v bavorském Wolfratshausenu. Později spolu se svými bratry Joštem III. a Jindřichem VII. stál v opozici proti svému strýci a rožmberskému vladaři Petru IV. Strýc ve své závěti synovce vydědil. Společně se jim však podařilo dosáhnout revize závěti a po vysokém finančním vyrovnání uhájit rožmberské dědictví. Po smrti svého bratra Jošta se Petr stal desátým rožmberským vladařem a v této funkci se stal zároveň poručníkem svých nezletilých synovců Viléma a Petra Voka. V dalších letech se snažil připravit co nejlepší podmínky pro své synovce. Zemřel počátkem listopadu 1545 a byl pohřben v rodové hrobce ve Vyšebrodském klášteře.